# Splits hamnpromenad
Splits hamnpromenad (kroatiska: Splitska riva), i folkmun kallad Riva (Hamnpromenaden), formellt Kroatiska nationella pånyttfödelsens kust (Obala hrvatskog narodnog preporoda), är en gågata, hamnpromenad och hamnområde i Split i Kroatien. Hamnpromenaden ligger mellan Adriatiska havet och Diocletianus palats i centrala Split och är en av stadens turistattraktioner. Vid promenaden ligger flera restauranger, kaféer och butiker och inte sällan är den en plats för kulturella och politiska evenemang. 
Den omkring 250 meter långa och 55 meter breda hamnpromenaden löper i nordvästlig/sydöstlig riktning och sträcker sig från Prokurative till början av Splits hamn. 

## Historik
Splits hamnpromenad anlades i början av 1800-talet av den dåvarande franska administrationen. Den ursprungliga inhemska växtligheten blev senare utbytt mot palmer och under 1900-talets andra hälft blev promenaden bilfri. Åren 2006–2007 genomgick Splits hamnpromenad en omfattande restaurering enligt ritningar av arkitektbyrån 3LHD. Inför restaureringen utfördes arkeologiska utgrävningar vid platsen. Fyndigheter från utgrävningarna antydde att hamnområdet användes redan på 100-talet f.Kr.

### Fotnoter
1. 1 2 3 4  Putovnica.net (kroatiska)